# Silvis
Silvis is een plaats (city) in de Amerikaanse staat Illinois, en valt bestuurlijk gezien onder Rock Island County.

## Demografie
Bij de volkstelling in 2000 werd het aantal inwoners vastgesteld op 7269. In 2006 is het aantal inwoners door het United States Census Bureau geschat op 7801, een stijging van 532 (7,3%).

## Geografie
Volgens het United States Census Bureau beslaat de plaats een oppervlakte van 9,4 km², geheel bestaande uit land. Silvis ligt op ongeveer 179 m boven zeeniveau.

## Plaatsen in de nabije omgeving
De onderstaande figuur toont nabijgelegen plaatsen in een straal van 8 km rond Silvis.